# Izberbaix
Izberbaix (kumyk: Йиз бир ба́ш, Hizbirbaş; rus: Изберба́ш) és una ciutat de la República del Daguestan, a la Federació Russa. Està situada a la costa de la mar Càspia, 56 km al sud-est de Makhatxkalà, la capital de la república. Al cens del 2010 tenia 55.646  habitants.

## Història
Es va fundar l'any 1932 com al voltant d'una central d'extracció de petroli. Va rebre l'estatus de ciutat l'any 1949.

## Estat administratiu i municipal
Dins del marc de divisions administratives, la ciutat d'Izberbaix forma una unitat administrativa per si sola amb igual estatus que el dels districtes. Com a divisió municipal, la ciutat d'Izberbaix forma part de l'Òkrug urbà d'Izberbaix.

## Demografia
Grups ètnics al territori administratiu d'Izberbaix segons el cens rus de 2002:
- Darguins (65,4%)
- Kumyks (14,4%)
- Lesguians (7,3%)
- Russos (5,1%)
- Àvars (2,8%)
- Laks (2,0%)
- Àzeris (1,0%)

## Climatologia
| Dades climàtiques a Izberbaix      | Dades climàtiques a Izberbaix | Dades climàtiques a Izberbaix | Dades climàtiques a Izberbaix | Dades climàtiques a Izberbaix | Dades climàtiques a Izberbaix | Dades climàtiques a Izberbaix | Dades climàtiques a Izberbaix | Dades climàtiques a Izberbaix | Dades climàtiques a Izberbaix | Dades climàtiques a Izberbaix | Dades climàtiques a Izberbaix | Dades climàtiques a Izberbaix | Dades climàtiques a Izberbaix |
| Mes                                | gen                           | febr                          | març                          | abr                           | maig                          | juny                          | jul                           | ag                            | set                           | oct                           | nov                           | des                           | anual                         |
| ---------------------------------- | ----------------------------- | ----------------------------- | ----------------------------- | ----------------------------- | ----------------------------- | ----------------------------- | ----------------------------- | ----------------------------- | ----------------------------- | ----------------------------- | ----------------------------- | ----------------------------- | ----------------------------- |
| Màxima mitjana °C (°F)             | 3.9 (39)                      | 4.3 (39.7)                    | 7.7 (45.9)                    | 14.5 (58.1)                   | 21.1 (70)                     | 26.3 (79.3)                   | 29.2 (84.6)                   | 28.8 (83.8)                   | 24.0 (75.2)                   | 17.7 (63.9)                   | 11.3 (52.3)                   | 6.5 (43.7)                    | 16.28 (61.29)                 |
| Mitjana diària °C (°F)             | 0.8 (33.4)                    | 1.3 (34.3)                    | 4.5 (40.1)                    | 10.5 (50.9)                   | 17.0 (62.6)                   | 22.1 (71.8)                   | 25.2 (77.4)                   | 24.7 (76.5)                   | 20.1 (68.2)                   | 14.1 (57.4)                   | 8.2 (46.8)                    | 3.6 (38.5)                    | 12.68 (54.83)                 |
| Mínima mitjana °C (°F)             | −2.2 (28)                     | −1.6 (29.1)                   | 1.3 (34.3)                    | 6.6 (43.9)                    | 12.9 (55.2)                   | 17.9 (64.2)                   | 21.2 (70.2)                   | 20.6 (69.1)                   | 16.3 (61.3)                   | 10.6 (51.1)                   | 5.2 (41.4)                    | 0.8 (33.4)                    | 9.13 (48.43)                  |
| Precipitació mitjana mm (polzades) | 23 (0.91)                     | 31 (1.22)                     | 22 (0.87)                     | 20 (0.79)                     | 29 (1.14)                     | 24 (0.94)                     | 26 (1.02)                     | 24 (0.94)                     | 40 (1.57)                     | 46 (1.81)                     | 33 (1.3)                      | 32 (1.26)                     | 350 (13.77)                   |
| Font: Climate-Data.org             |                               |                               |                               |                               |                               |                               |                               |                               |                               |                               |                               |                               |                               |